# Rodolfo Freyre
Rodolfo Freyre (Santa Fe, 16 de abril de 1862-16 de enero de 1919) fue un abogado, periodista y político argentino, gobernador de Santa Fe entre 1902 y 1906.

## Biografía
Nació en el seno de una de las familias tradicionales dentro de la ciudad de Santa Fe. Sus padres eran Benito Freyre Rodríguez del Fresno (sobrino político del brigadier Estanislao López y de Domingo Cullen) y Manuela Iturraspe. Cursó estudios universitarios en la Universidad de Buenos Aires donde, en 1887, obtuvo el título de abogado.
Luego de recibirse regresó a Santa Fe para dedicarse a su profesión y al periodismo. Fue el fundador y director de los periódicos El Liberal y El Derecho. Su primer puesto público de importancia lo alcanzó como presidente del Crédito Público, donde llevó a cabo diversas reformas.
En 1898 asumió la Jefatura de Policía de Santa Fe, entidad a la que la dotó de bases modernas, y a la que despojándola del rigor innecesario que hasta ese entonces imponía.

Más tarde actuó como diputado provincial y luego como presidente del Senado Provincial, y varias veces ocupó el mando de la provincia por delegación.

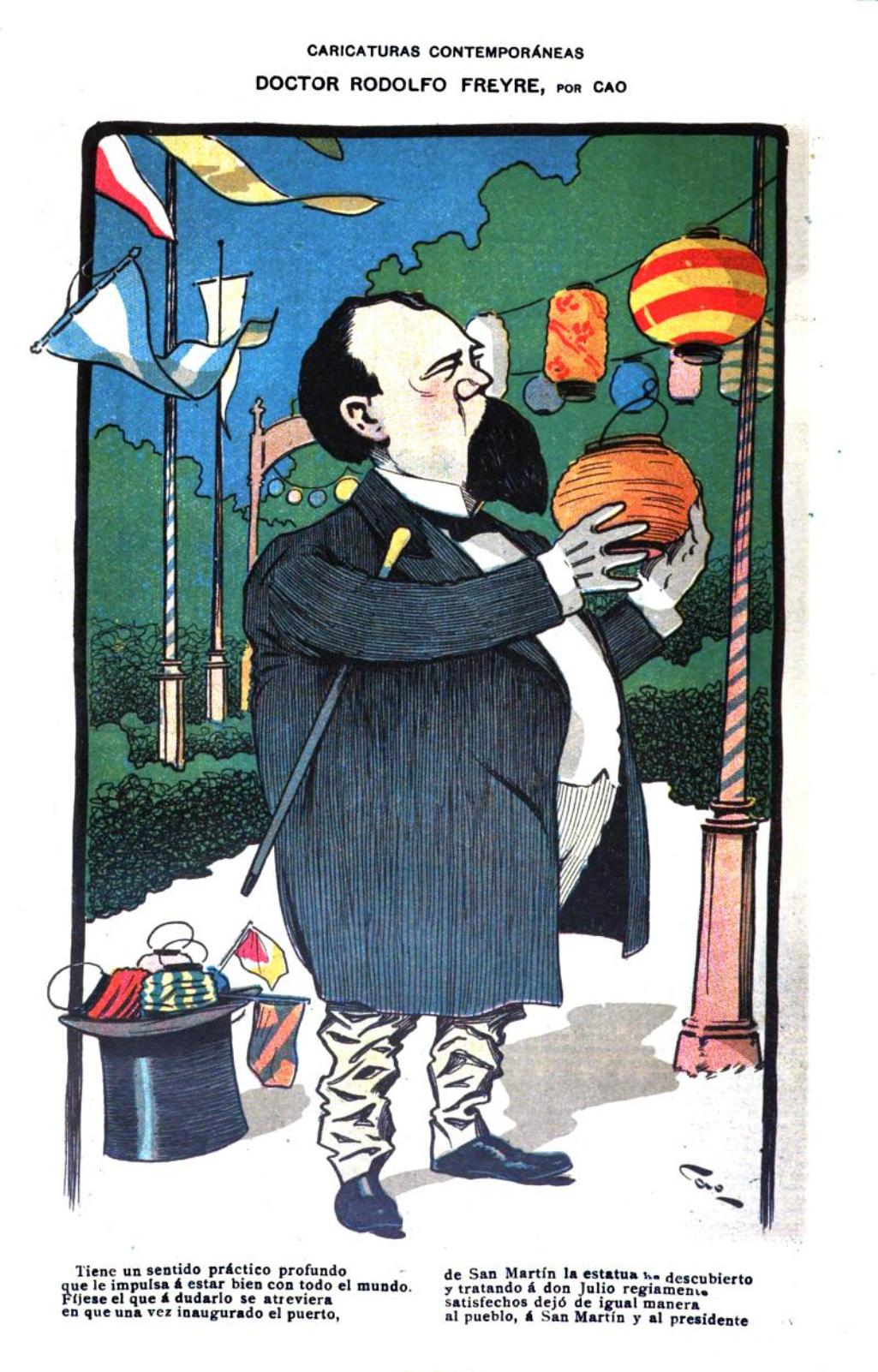
Retratado por Cao en la revista Caras y Caretas (noviembre de 1902)

En 1902 fue elegido como gobernador de la provincia de Santa Fe. Durante su gestión se llevaron a cabo diversas obras. 
Una de las obras llevadas a cabo fue la del Hospital de Caridad, hoy Hospital José María Cullen. El 25 de mayo de 1902 colocó la piedra fundamental. En 1904 se crea la comisión de damas de beneficencia, siendo su esposa Sara García Vieyra la presidenta de la misma. El 9 de julio de 1909 se realizó la inauguración del hospital durante el gobierno de Pedro Echagüe.
El 19 de octubre de 1902, por iniciativa de un grupo de personalidades entre las que se encontraba Freyre, se funda la Sociedad Rural de Santa Fe. El 8 de diciembre de 1914 fue nombrado presidente de la misma por dos períodos consecutivos hasta el 4 de diciembre de 1918, en que pasó a ser vocal. Esta institución mejoró la industria ganadera y extirpó el cuatrerismo de la provincia.

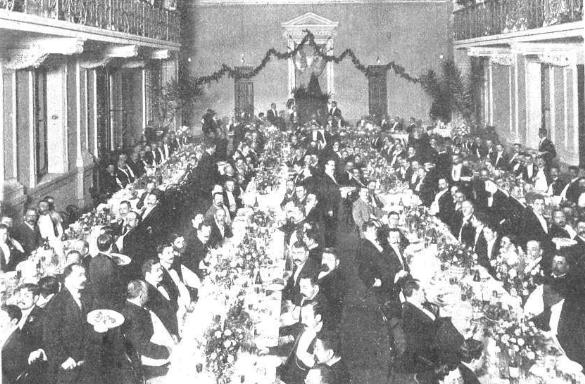
Banquete por el comienzo de las obras del Puerto de Santa Fe (1904)

El 10 de octubre de 1904, se llevó a cabo uno de los hechos más importantes de su gestión cuando se colocó de la piedra fundamental del Puerto de Santa Fe –que hasta entonces utilizaba el puerto de Colastiné– contando en el acto con la presencia del presidente Julio Argentino Roca.
Durante su gestión ocurrió la inundación de 1905 en la cual, debido a una previsión inteligente no hubo que lamentar víctimas fatales. El mismo Freyre se encargaba personalmente de visitar a los pobladores perjudicados llevando ropa, víveres y dinero.
Falleció el 16 de enero de 1919. Una de las avenidas más importantes que recorre de norte a sur la ciudad de Santa Fe lleva su nombre como homenaje.